# Jadwiga Karczewska
Jadwiga Karczewska (ur. 1931, zm. 31 lipca 2016) – polska paleobotanik, dr hab.

## Życiorys
Jadwiga Karczewska urodziła się w 1931. Zajmowała się prowadzeniem zajęć dydaktycznych związanych ze geografią roślin i paleobotaniką na Wydziale Geologii Uniwersytetu Warszawskiego. Posiadała stopień doktora habilitowanego, była członkiem Polskiego Towarzystwa Geologicznego. Zmarła 31 lipca 2016.